# Elaphoglossum anceps
Elaphoglossum anceps är en träjonväxtart som beskrevs av John T. Mickel. Elaphoglossum anceps ingår i släktet Elaphoglossum och familjen Dryopteridaceae. Inga underarter finns listade.